# 欧奈莱布瓦
欧奈莱布瓦（法語：Aunay-les-Bois，法語發音：[onɛ le bwa] ⓘ）是法国奥恩省的一个市镇，位于该省南部，属于阿朗松区。

## 地理
欧奈莱布瓦（48°32'37"N, 0°17'30"E）面积8.53 平方千米，位于法国诺曼底大区奧恩省，该省份为法国西北部内陆省份，北起顺时针与卡爾瓦多斯省、厄尔省、厄尔-卢瓦省、萨尔特省、马耶讷省和芒什省接壤。
与欧奈莱布瓦接壤的市镇（或旧市镇、城区）包括：马舍迈松、布瓦特龙、埃赛、圣奥班达珀奈、莱旺特德布尔斯。

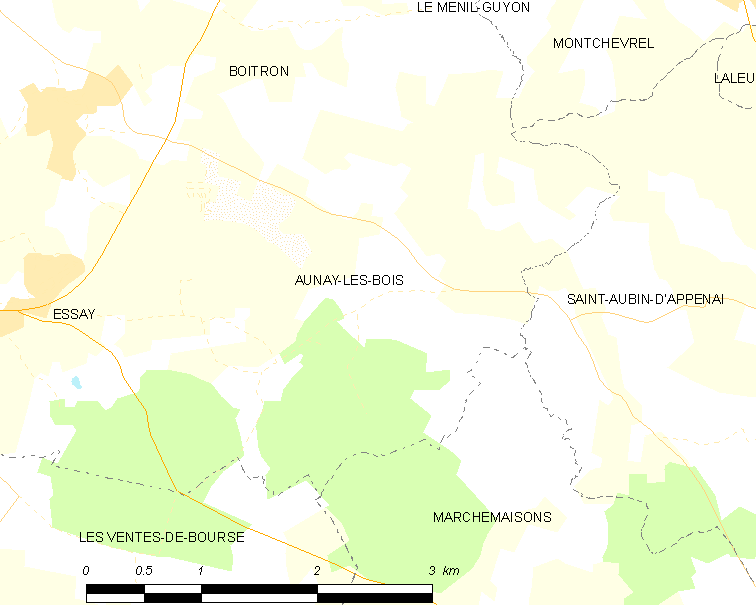
欧奈莱布瓦的OSM定位图

欧奈莱布瓦的时区为UTC+01:00、UTC+02:00（夏令时）。

## 行政
欧奈莱布瓦的邮政编码为61500，INSEE市镇编码为61013。

## 政治
欧奈莱布瓦所属的省级选区为埃库沃县。

## 人口

1962-2008年间欧奈莱布瓦人口变化图示

欧奈莱布瓦于2022年1月1日时的人口数量为142人。